# X-20 (宇宙船)
X-20 ダイナソア
再突入時するX-20の想像図
- 用途：宇宙偵察機
- 製造者：ボーイング
- 生産数：1機（モックアップ）
- 運用状況：キャンセル

X-20は、アメリカ国防総省が構想し、ボーイング社によって開発が進められた宇宙偵察機。愛称はダイナソア（Dyna-Soar）。

## 歴史

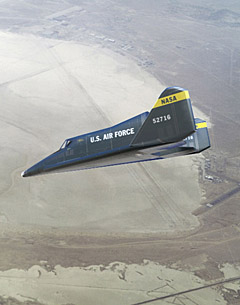
エドワーズ空軍基地で着陸態勢に入るX-20の想像図

1950年代末、アメリカ国防総省は占領したナチス・ドイツから持ち帰った膨大な航空宇宙関連資料中にあったSilbervogelに影響され、独自の有人宇宙機を構想した。これはロケットで垂直に打ち上げる宇宙航空機で、上昇後は水面上を跳ねる小石のように大気圏上層部をスキップして飛行し（これを「ダイナミック・ソアリング」という）、目的地上空に到達した後は高解像度カメラを使った偵察を行うほか、最終段階では宇宙から核爆弾による爆撃を行うというものであった。これは1952年に提示されたベル社のBomi（bomber missile）案や、1956年の1人乗り有人ロケット偵察爆撃機（Robo）計画・Rocket Bomberとして研究が進められていた。本機の用途は前述したように軍用宇宙機であったのだが、1957年にその目的をカムフラージュする為か実験・研究機であるXプレーンの一員としてX-20の名称を与えられ、1959年には宇宙往還機の研究用としてボーイングに発注された。なお、本機のダイナソアという愛称は、前述した飛行方法ダイナミック・ソアリング（Dynamic-Soaring）を略したDyna-Soarから取られている。
1961年に本機の実物大モックアップが完成し、1962年にはニール・アームストロング（後にアポロ11号の船長として初めて月面に降り立った）を始めとするパイロット6名が選抜された。その後は、1963年にB-52に搭載して滑空テストを行い、1966年にタイタンIIICを用いた初の打ち上げが行われる予定であった。
しかしながら、当時アメリカ航空宇宙局（NASA）がX-20とは別にマーキュリー計画を進めており、本機のモックアップが完成した同じ年の5月には、マーキュリー・レッドストーン3号がアメリカ初の有人宇宙飛行に成功していた。また、マーキュリー計画の後継かつ発展的計画であるジェミニ計画も1962年から開始されていた。費用対効果という観点から超音速戦略爆撃機XB-70の開発を中止させる等、無駄な国防予算の削減を行っていた、時の国防長官ロバート・マクナマラは、（宇宙への二重投資とも言える）本機とその開発計画についても厳しい査定の目を向けた。
そして、莫大な経費に対して効果が薄いという理由により1963年に本計画の中止を決定。X-20は実機を作ることなく計画は終了し、その時点で製作済みだった実物大モックアップと関連資料については破棄された。

## 機体

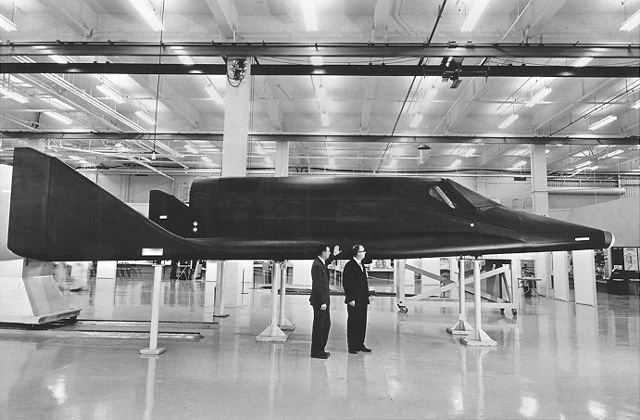
X-20のモックアップ

X-20は72度の後退角を持つデルタ翼機で、大気圏再突入時を考慮して大きめのデルタ翼の上に胴体が載っている構造となっている。また、デルタ翼の翼端には、ウィングレットのような巨大な垂直安定板が設けられていた。後のESAのエルメスや、NASDAのHOPE-Xに酷似した形状である。大気圏外では反動制御システムが用いられる。
タイタンロケット（二段式）もしくはサターンロケット（三段式）により垂直に打ち上げられ、大気圏突入後は水平に滑空して帰還する。降着装置は橇である。

## 諸元
- 全長：10.76 m
- 全幅：6.22 m
- 全高：2.44 m

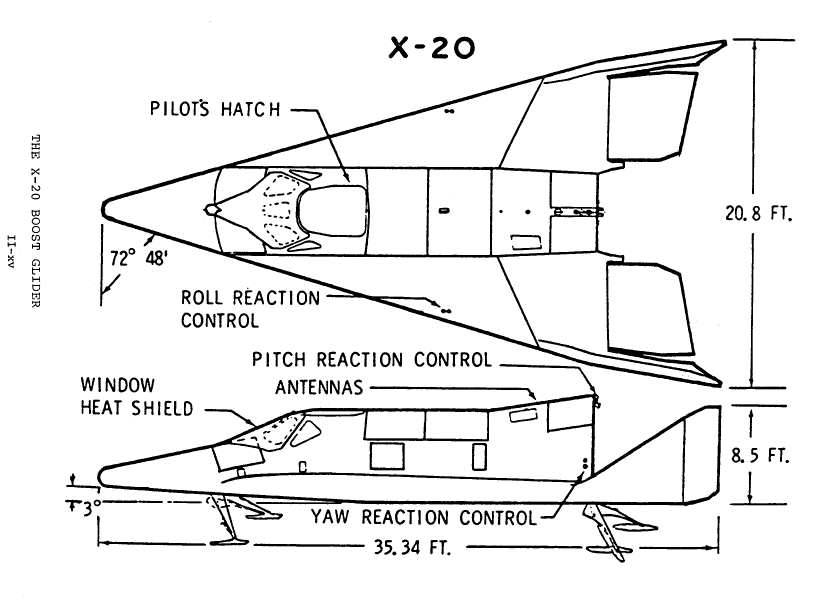
X-20の正投影図

- 自重：4,912 kg (全備重量5,167 kg)
- 到達速度：26,827 km/h
- 到達高度：160 km (160,000 m)
- 乗員：1名

## フィクション
笹本祐一のSF小説『星のパイロット』シリーズには、計画中止となったダイナソアの能力と名称を受け継いでボーイングが開発したという設定の、架空の民間用空中発射型シャトル「SB-911C ダイナソアC」が登場している。
アメリカ合衆国のテレビドラマシリーズ『トワイライト・ゾーン』の第11話「誰かが何処かで間違えた」では、試験用迎撃機「X-20」のテスト飛行から帰還した３人の宇宙飛行士のエピソードである。